# Гирняк, Иосиф Иосифович
Иосиф Иосифович Гирняк (укр. Йосип Йосипович Гірняк; 14 апреля 1895, Струсов, Австро-Венгрия — 17 января 1989, Нью-Йорк) — украинский театральный актёр и режиссёр, театральный педагог, теоретик украинского театрального искусства XX века. Академик Украинской свободной академии наук (1949).

## Биография

### Начало театральной карьеры
Родился в селе Струсов, в семье дьяка. Семья была многодетной. В живых осталось восьмеро (семь братьев и сестра). Старшие братья: Никифор (1885—1960) — украинский политический и культурный деятель, Юлиан (1881—1970) — украинский учёный химик. Иосиф учился в Рогатинской гимназии (1911—1914). В 1914 вступил в Легион Украинских сечевых стрельцов. В 1915 дебютировал на сцене Театра УСС во Львове. В 1916—1918 играл в театре «Украинская беседа» во Львове, в 1919—1920 в Новом украинском театре. Одновременно в 1917—1920 учился в Львовской ветеринарной академии. В 1920 Гирняк переехал в УССР. В 1920—1921 играл на сцене Театра имени Франко в Виннице, Черкассах. Здесь он встретил молодую актрису Олимпию Добровольскую, которая стала его женой и верной спутницей до конца жизни.

### Период «Березиля»
В 1922 вступил в творческое объединение «Березиль». В 1926 вместе с театром переехал в Харьков. Как актёр преимущественно играл комедийные и характерные роли. В экспериментальном эксцентрическом репертуаре «Березиля» практически во всех спектаклях Гирняку доставались главные роли. Кукса («Остались в дураках» Кропивницкого, 1924), Николай II («Накануне» по Поповскому, 1925), Голохвостый («За двумя зайцами» Старицкого, 1925), Пуба («Микадо» по Салливену, 1927), Трибуле («Король забавляется» Гюго, 1927). Кум («Народный Малахий» Кулиша, 1928), Фиеско («Заговор Фиеско в Генуе» Шиллера, 1928), Чирва Козырь («Диктатура» Микитенко, 1930), Зброжек («Маклена Граса» Кулиша, 1933). Вершиной актёрского искусства Гирняка этого периода стал трагикомический образ Мины («Мина Мазайло» Кулиша, 1929). Играл в кино («Вендетта», 1924).

### Репрессиисталинского режима
После разгрома театра в октябре 1933 перешёл в Харьковский театр юного зрителя. 27 декабря 1933 на следующий день после ареста Курбаса был арестован. Его обвинили в принадлежности к «контрреволюционной украинской военной организации, которая готовила теракт против партийного руководства Украины». Гирняк был включен в вымышленное руководство этой организации вместе с Курбасом и Дацковым. 21 мая 1934 был приговорен к трём годам лагерей и ссылке. Отбывал наказание в Ухтпечлаге в Коми АССР. В 1937, несмотря на запрет, попытался вернуться к жене в Харьков. Эта поездка закончилась арестом Олимпии Добровольской, которую четыре месяца продержали в Харьковской тюрьме. После этого супругов вновь выслали в Коми. В ссылке Гирняк продолжал играть на сцене. В августе 1940 он получил разрешение вместе с женой переехать в Черкассы, где жил отец Добровольской. Гирняк был принят в Черкасский драматический театр, где поставил «Хитрую вдову» Гольдони (1940). В мае 1941 режиссёр, получив назначение в Киевский театр юного зрителя, переехал в столицу УССР. Когда началась война, Гирняк и Добровольская отстали от эвакуационного состава, вывозившего театр в Ашхабад, и остались на Украине, где после бегства сталинистов возникли условия для возобновления театрального творчества.

### Львовский период
В 1942 Гирняк переехал во Львов, где вместе с руководителем театра «Заграва» Владимиром Блавацким создал драматическую секцию Львовского оперного театра. Львовский театр 1942—1944 стал центром свободного украинского театрального искусства после десяти лет большевистских репрессий. В этом театре возродились традиции великого режиссёра Леся Курбаса. Гирняк становится режиссёром. Постановки: «Самодуры» Гольдони, «Каменный властелин» Леси Украинки, «Осада» Косача, «Хитроумная вдова» Гольдони, «Триумф прокурора Дальского» Гупала. Главным достижением Гирняка-режиссёра стала постановка (впервые на украинской сцене) «Гамлета» Шекспира (1943).

### Творчество в эмиграции
В 1944 Гирняк и Добровольская были вынуждены покинуть Украину. В 1944—1949 находились в эмиграции в Германии и Австрии, где возглавляли украинские театральные труппы. В 1949 выехали в США. В 1953—1956 создали и возглавили Украинский театр в США, в 1956—1964 Гирняк с Добровольской возглавляли Театр Слова в Нью-Йорке.
Постановки: «Гайдамаки» по Шевченко (1945), «Сон украинской ночи» (1946), «Хождение Мамая по тому свету» (1948), «Оргия» Леси Украинки (1947), «Лишние люди» по Хвылевому (1949), «Моисей» по Франко (1956). Гирняк и Добровольская восстановили спектакли «Березиля» «За двумя зайцами» Кропивницкого и «Мина Мазайло» Кулиша. Гирняк до 1964 выходил на сцену в образе Мины и имел огромный успех.
Гирняк также занимался публицистикой, был режиссёром-постановщиком и автором программ, посвящённых Украине, её истории и нарушениям прав украинцев в СССР на радио «Свобода».
Автор «Воспоминаний» (1982), статей и теоретических работ по вопросам театральной режиссуры, актёрского мастерства и истории украинского театра: «Лебединая песня Леся Курбаса», «Искусство — всенародное достояние», «Бучма», «Хвылевой», «Украинский театр в Америке», «Черная московская неблагодарность» и других. Преподавал актёрское мастерство в театральной студии в Нью-Йорке. Его называли «украинским Михаилом Чеховым». Похоронен в Филадельфии на украинском католическом кладбище.